# Bruno Fabiano Alves
Bruno Fabiano Alves (São Paulo, Brasil, 16 de abril de 1991) es un futbolista brasileño. Juega de defensa central y su equipo actual es el Cuiabá Esporte Clube (MT) del Campeonato Brasileño de Serie B.

## Trayectoria

### Figueirense
Bruno Alves se graduó futbolísticamente de las inferiores del Figueirense y debutó a nivel adulto en 2011 durante su préstamo al G.D. Ribeirão de Portugal.
Luego de pasar por un periodo de préstamos que duró 3 años, Bruno Alves consiguió un lugar en el plantel del Figueira en 2014. Debutó el 10 de mayo del año siguiente, como titular y fue expulsado luego de cometer un penalti en la derrota por 1-4 contra el Sport do Recife por la Serie A. Con el tiempo logró un lugar en el equipo titular.

### São Paulo
El 21 de agosto de 2017, Alves fichó por tres años y medio en el São Paulo.

## Estadísticas
Actualizado al último partido disputado el 30 de agosto de 2020.
| Club | Div.          | Temporada     | Liga  | Liga  | Estatal | Estatal | Copas nacionales(1) | Copas nacionales(1) | Copas internacionales(2) | Copas internacionales(2) | Otras(3) | Otras(3) | Total | Total |
| Club | Div.          | Temporada     | Part. | Goles | Part.   | Goles   | Part.               | Goles               | Part.                    | Goles                    | Part.    | Goles    | Part. | Goles |
| --- | ------------- | ------------- | ----- | ----- | ------- | ------- | ------------------- | ------------------- | ------------------------ | ------------------------ | -------- | -------- | ----- | ----- |
| Ribeirão Portugal | 3.ª           | 2011-12       | 8     | 0     | -       | -       | -                   | -                   | -                        | -                        | -        | -        | 8     | 0     |
| Ribeirão Portugal | Total club    | Total club    | 8     | 0     | 0       | 0       | 0                   | 0                   | 0                        | 0                        | 0        | 0        | 8     | 0     |
| Metropolitano · Brasil | SC            | 2012          | -     | -     | 0       | 0       | -                   | -                   | -                        | -                        | -        | -        | 0     | 0     |
| Metropolitano · Brasil | Total club    | Total club    | 0     | 0     | 0       | 0       | 0                   | 0                   | 0                        | 0                        | 0        | 0        | 0     | 0     |
| Barretos · Brasil | SP3           | 2012          | -     | -     | 0       | 0       | -                   | -                   | -                        | -                        | -        | -        | 0     | 0     |
| Barretos · Brasil | Total club    | Total club    | 0     | 0     | 0       | 0       | 0                   | 0                   | 0                        | 0                        | 0        | 0        | 0     | 0     |
| São José-SP · Brasil | SP            | 2013          | -     | -     | 0       | 0       | -                   | -                   | -                        | -                        | -        | -        | 0     | 0     |
| São José-SP · Brasil | Total club    | Total club    | 0     | 0     | 0       | 0       | 0                   | 0                   | 0                        | 0                        | 0        | 0        | 0     | 0     |
| CRAC · Brasil | 3.ª           | 2013          | 16    | 0     | 8       | 0       | 6                   | -                   | -                        | -                        | -        | -        | 30    | 0     |
| CRAC · Brasil | Total club    | Total club    | 16    | 0     | 8       | 0       | 6                   | 0                   | 0                        | 0                        | 0        | 0        | 30    | 0     |
| Figueirense · Brasil | 1.ª           | 2014          | 0     | 0     | 0       | 0       | 1                   | 0                   | -                        | -                        | -        | -        | 1     | 0     |
| Figueirense · Brasil | 1.ª           | 2015          | 22    | 1     | 1       | 0       | 5                   | 1                   | -                        | -                        | -        | -        | 28    | 2     |
| Figueirense · Brasil | 1.ª           | 2016          | 34    | 1     | 16      | 1       | 4                   | 0                   | 1                        | 0                        | 2        | 0        | 57    | 2     |
| Figueirense · Brasil | 2.ª           | 2017          | 15    | 0     | 15      | 4       | 1                   | 0                   | -                        | -                        | 3        | 0        | 34    | 4     |
| Figueirense · Brasil | Total club    | Total club    | 71    | 2     | 32      | 5       | 11                  | 1                   | 1                        | 0                        | 5        | 0        | 120   | 8     |
| São Paulo · Brasil | 1.ª           | 2017          | 4     | 1     | -       | -       | -                   | -                   | -                        | -                        | -        | -        | 4     | 1     |
| São Paulo · Brasil | 1.ª           | 2018          | 28    | 2     | 8       | 0       | 1                   | 0                   | 4                        | 0                        | -        | -        | 41    | 2     |
| São Paulo · Brasil | 1.ª           | 2019          | 33    | 1     | 15      | 0       | 2                   | 0                   | 2                        | 0                        | -        | -        | 52    | 1     |
| São Paulo · Brasil | 1.ª           | 2020          | 4     | 0     | 10      | 0       | 0                   | 0                   | 2                        | 0                        | -        | -        | 16    | 0     |
| São Paulo · Brasil | Total club    | Total club    | 69    | 4     | 33      | 0       | 3                   | 0                   | 8                        | 0                        | 0        | 0        | 113   | 4     |
| Total carrera | Total carrera | Total carrera | 164   | 6     | 73      | 5       | 20                  | 1                   | 9                        | 0                        | 5        | 0        | 271   | 12    |
| (1) Incluye datos de la Copa de Brasil (2) Incluye datos de la Copa Sudamericana y la Copa Libertadores (3) Incluye datos de la Primera Liga de Brasil |               |               |       |       |         |         |                     |                     |                          |                          |          |          |       |       |

## Palmarés

### Títulos estatales
| Título                   | Club         | Estado             | Año  |
| ------------------------ | ------------ | ------------------ | ---- |
| Campeonato Catarinense   | Figueirense  | Santa Catarina     | 2014 |
| Campeonato Catarinense   | Figueirense  | Santa Catarina     | 2015 |
| Campeonato Paulista      | São Paulo FC | São Paulo          | 2021 |
| Campeonato Gaúcho        | Grêmio FBPA  | Río Grande del Sur | 2022 |
| Campeonato Gaúcho        | Grêmio FBPA  | Río Grande del Sur | 2023 |
| Recopa Gaúcha            | Grêmio FBPA  | Río Grande del Sur | 2023 |
| Campeonato Matogrossense | Cuiabá EC    | Mato Grosso        | 2024 |

### Distinciones individuales
| Distinción                             | Año  |
| -------------------------------------- | ---- |
| Equipo del año del Campeonato Paulista | 2019 |